# Open Air Hamm
Das Open Air Hamm ist ein Open-Air-Festival und fand erstmals 1970 in Eich/Rheinhessen statt. Es zählt zu den ältesten Open-Air-Festivals in Europa. Die Besucherzahlen liegen zwischen 2000 und 3000 Personen.

## Programm
Das Musikprogramm setzt sich meist aus Bands der Genre Rock, Reggae, Blues, Psychedelic und Folk zusammen, aber auch viele weitere Musikstile werden berücksichtigt.
Nach den Hauptacts auf der Bühne treten im Nachtprogramm im Chillout-Zelt auch DJs auf.
Abends versammeln sich viele Gäste um das große Lagerfeuer in der Mitte des Platzes.
Samstagnachmittags wird zwischen 14 und 18 Uhr auch ein Kinderprogramm mit Theater, Kutschfahrten, Kistenklettern, basteln, spielen und mehr angeboten.

## Geschichte
Beeinflusst durch den Auftritt der Rolling Stones im Londoner Hyde Park und durch das Woodstock-Festival 1969 beschlossen einige Eicher Jugendliche, darunter Peter Glasauer, Georg Dehn und Joachim Müller, im Sommer 1970 erstmals ein Open-Air-Festival auf dem Sportplatz in Eich durchzuführen. Daraufhin spielten auf zwei zusammengeschobenen Traktor-Rollen die Bands Magic Forest aus Worms und Archaeopterix aus Gernsheim. Nach einer Pause im Jahr 1971 waren 1972 bis 1974 vor allem Angehörige der Landjugend maßgeblich an der Organisation und Durchführung des bis 1973 kostenlosen Festivals beteiligt. 1974 wurde erstmals Eintritt erhoben, der damals einem lungenkranken Jungen aus Eich gespendet wurde. Des Weiteren wurde das Festival auf zwei Tage ausgedehnt. 1975 übernahm der im gleichen Jahr von den Organisatoren gegründete Jugendhaus Altrhein e. V. die Leitung der Veranstaltung. In den darauffolgenden Jahren traten Bands aus dem Mainzer, Wormser und Mannheimer Raum auf (Armadillo Texas, Kalif Storch, Klangk, Blues Association, Beelzebub). Im Gefolge der Jugendhaus-, Anti-KKW- und Festivalbewegung stiegen die Zuschauerzahlen bis 1979 beständig an.
1980 wurde das Festival wegen des vom Regen völlig aufgeweichten Sportplatzes in Eich auf den angrenzenden Hartplatz des Fußballvereins verlegt. Wegen darauf folgenden Schwierigkeiten mit diesem Verein und der Ortsgemeinde Eich wurde das Festivalgelände nach Hamm auf die Rheinwiese 12 Apostel verlegt, wo es ab 1981 in teilweise neuer Besetzung, mit höheren Kosten und zunächst weniger Publikum durchgeführt wurde und sich mit bekannten Bands sowie einem Kleinkunstprogramm mit Jongleuren, Feuerspuckern und Kabarett weiterentwickelte. Dazu kam Ende der 1980er Jahre das Kinder- und Kulturprogramm mit Theatergruppen wie dem Rotznasentheater oder Kutschfahrten und zahlreichen Mitmachaktionen für Kinder wie Kistenklettern, einem Fahrradparcours sowie Bastel- und Malaktionen. Darüber hinaus entstand innerhalb des Vereins die Umweltinitiative Altrhein, die mehrere Hallenkonzerte in Hamm und mehrjährige Umweltfeste in Eich durchführte, wozu neben Konzerten auch Vorträge zählten. 1984 gründete sich aus diesen Kreisen die Grüne Liste Altrhein.
Wegen Hochwasser wurde das Festival 1987 an den Badesee in Eich verlegt. Zwischen 1989 und 2004 wurden zahlreiche etablierte Bands, aber auch junge Gruppen engagiert. Wegen sinkender Einnahmen bei den Veranstaltungen der vorangehenden Jahre wurde im Januar 2003 eine Disco-Veranstaltung in der Eicher Altrheinhalle angeboten, um mehr Jugendliche anzuziehen. Im selben Jahr wurde eine Wanderausstellung mit Fotos, Presseartikeln und Texten aus 33 Jahren konzipiert und in Worms, Oppenheim und dem Museum der VG-Eich mit Livemusik präsentiert. Als neues Element für das Open Air kam ebenfalls 2003 das Chillout-Zelt als nächstlicher Treffpunkt nach dem Musikprogramm mit DJ-Programmen hinzu. Während der Jahre 2004 bis 2006 wurden von dem Verein zusätzlich mehrere Reggae Partys in Worms veranstaltet, was zum Ausbau des Nachtprogramms im Chillout-Zelt führte. Dort wurde 2006 mit Philmkraft die erste Liveband präsentiert. 2007 trat mit der Global Shtetl Band erstmals eine Klezmerband (Global Shtetl Band) auf,im Nachtprogramm wurde mit My name is Gus (Australien) erstmals eine elektronische Band engagiert. 
2009 wurde der Jugendhaus Altrhein e. V. in Open Air Hamm e. V. als gemeinnütziger Verein umbenannt. Sein 40-jähriges Bestehen feierte das Festival 2010 mit ca. 2500 Besuchern.

## Bands
- 1970: Magic Forest, Archaeopterix
- 1972–1979: Das Festival fand in diesem Zeitraum jedes Jahr statt.
- 1980 (Hartplatz Open-Air): Yours, Déja Vu, Puzzlespiel, Steal Away, Dirt Road, Erlenzeisig, Steel+Glass, Bernd+Jürgen, Dr.Moreau+Tollwut, Fred Feuerzeug Kombo (FFK)
- 1981–2002: Das Festival fand in diesem Zeitraum jedes Jahr statt, es traten u. a. auf:  Rodgau Monotones, Big Banana Kombo, Hopp’n Ex–Group mit Jule Neigel und Feinbein
- 2003: Blood, Sugar, Sex, Magic, Pee Wee Bluesgang, Irie Station, Trash Corner, San Carlos Pornballs, Against the grain, Ronnie Taheny, Dj Giramondo
- 2004: Sheik Yerbouti, Theibnakkel, Treacle People, Yakar, Mashed Faces, Voodoo Dogs
- zwischen 1989 und 2004 traten außerdem auf: Sanfte Liebe, Ciao, Chinchilla Green (Berlin), Big Light (Berlin), Laura and her tigers (Prag), Pee Wee Bluesgang, Kosho, Sex–Sugar-Blood & Magic, Zaftig, Hole Full of Love, Interstellar Overdrive und Guru Guru, Mardi Grass Brass Band, Thaibnakkel, Trash Corner, San Carlos Pornballs
- 2005: Bananafishbones, Southbound Train, Garden of Delight, Dubplate48, Klaus der Geiger, Fr. Michél Viola & MF Allstars, Monobeto, Rockaholics, Fourknox Rockers
- 2006: Philmkraft, Die Groben Junggesellen, Mark Gillespie, Love Street, Irie Station, Treacle People, Strip Me Naked, Aka Frontage, Selecta Helmet Lampshade, Philmkraft
- 2007: Global Shtetl Band, Mark Gillespie Band, Jammin Inc, Mini Moustache, In Search of a Rose, Klaus der Geiger, Global Shtetl Band, Loxley Beade, Downtown Gringos, My Name Is Gus, Cold Gin
- 2008: Jagga Bites Combo, Timmy Rough Band, Frankie & The Voola Band feat. Charlemaine, Rangehn, Magnificent Brotherhood, Chamäleon, Jochen Adams, Americananas, Smashbrothers Inc, Jahtari
- 2009: Transsylvanians, Das Actionteam, Mighty Vibez, Booty Jam, 32/20 Bluesband, Loxley Beade, Firecacadoos, Pattysplanet, Wild Horses, Adams
- 2010: The Brew, Götz Widmann, Cris Cosmo, Rainer von Vielen, Lisa Doby, Ratatöska, Yen, Kamohelo, Musikzug Feuerwehr Eich, Astrid Bellefroid
- 2011: Transmitter, Riserva Moac, Kozmic Blue, Vibravoid, Das Actionteam, John Q. Irritated, Dj Rainer, Longfingah & Dub Engineers, JamC, We Against All, Green Essence
- 2012: DeWolff, Euzen, Roy De Roy, Ratatöska, WellBad, The Last Tycoons, The Pancakes, Brazen Dive, Mr. Snoid, JamC, DJ Matejček, Thomas Koppe
- 2013: Budzillus, Orange, Rainer von Vielen, Steaming Satellites, Six Nation, Dynamite Daze, The Döftels, Paul Fogarty, Psychedelic Orchestra, Vagabond Kings, Jonas Schmitt, Seismal Svender, Slon, Benjo
- 2014: Louis Barabbas & the Bedlam Six, Reverend Shine Snake Oil Co., Transmitter, The Machine, The Graveltones, Ivan Ivanovich & The Kreml Krauts, Mondo Mashup Soundsystem, Squared Circles, The Offbeat Service, Benjo, DJ Rainer
- 2015: Birth of Joy, Dikanda, De Staat, Roy De Roy, Dub Spencer & Trance Hill, Space Debris, Wedge, The Feminists, Tim Holehouse, Juhana Iivonen, Alliance Dub Station
- 2016: White Plane, Wucan, Okta Logue, Illbilly Hitec, Boys of the Landstose, Klaus der Geiger & Salossi, Sensi Simon and his Brother, Kochkraft durch KMA, The Rogues from County Hell, Annuluk, DeWolff, Buttering Trio[2]
- 2017: Mañana me Chanto, Tiny Fingers, Pink Cigar, Ouzo Bazooka, Filistine, Odd Couple, Passepartout, Loop Motor, Le Clicheé, Future Family, Three Styles on Vinyl[3]

## Veranstalter
Veranstaltet wird das Open Air Hamm vom gemeinnützigen Verein Open Air Hamm e. V. Zu den Mitgliedern gehören Personen aus dem Altrheingebiet, Worms, Mannheim und dem hessischen Ried, von denen einige seit über 30 Jahren dabei sind. Alle Veranstalter arbeiten ehrenamtlich. Der Verein ist keine geschlossene Gesellschaft, sondern für jeden offen, der bei der Planung und Durchführung des Festivals mitarbeiten möchte.